# Тенет
Тенет (енгл. Tenet) америчко-британски је научнофантастични акциони трилер из 2020. године у режији Кристофера Нолана по сопственом сценарију. У главним улогама су Џон Дејвид Вошингтон, Роберт Патинсон, Елизабет Дебики, Димпл Кападија, Мајкл Кејн и Кенет Брана. Радња филма прати тајног агента који мора да манипулише временом како би спречио Трећи светски рат.
Нолану је било потребно више од пет година како би написао сценарио након што је разматрао централне идеје Тенета скоро једну деценију. Улоге су додељене у марту 2019. године, а филм је сниман у Данској, Естонији, Индији, Италији, Норвешкој, Уједињеном Краљевству и Сједињеним Државама, почевши у мају исте године. Хојте ван Хојтема, кинематограф, снимао је филм на 70 mm и ИМАКС формату.
Одложен три пута због пандемије вируса корона, филм је реализован од стране компаније Ворнер брос 26. августа 2020. године у Уједињеном Краљевству, док је у америчким биоскопима пуштен 3. септембра исте године, у ИМАКС, 35 mm и 70 mm форматима. Добио је позитивне критике од стране критичара, који су га упоредили са Нолановим филмом Почетак и похвалили глуму и акционе сцене, док су неки искритиковали збуњујућу радњу и безизражајан тон филма.

## Радња
Агент Ције познат као Протагониста учествује у операцији извлачења у Кијевској опери. Маскирани војник са црвеним привеском на ранцу спасава му живот „инвертујући” испаљени метак кроз нападача. Након заплене артефакта, група плаћеника заробљава протагонисту и мучи га, због чега он гризе капсулу цијанида у једном од зуба. Буди се сазнајући да је то био тест оданости; његов тим је убијен, а артефакт изгубљен.
Протагонисту регрутује организација под називом Тенет. Научница организације упућује га на метке са инвертованом ентропијом, што значи да се крећу уназад кроз време. Научница верује да су меци произведени у будућности, а чини се да су други инвертовани предмети остаци рата у будућности. Протагониста се путем Цијиног контакта упознаје са Нилом и њих двојица прате траг инвертованих метака до трговкиње оружјем Прије Синг у Мумбају. Сазнају да је Прија члан Тенета, а њене кертриџе је купио и инвертовао руски олигарх Андреј Сатор.
У Лондону, протагониста прилази Саторовој отуђеној супрузи Кет, проценитељки уметности која је оверила фалсификовану Гојину слику. Она му говори да је Сатор купио слику од фалсификатора Арепа и искориштава Кетину оверу као уцену да би је контролисао у њиховој вези. Протагониста и Нил планирају да украду слику из складишта на аеродрому у Ослу. Тамо их нападају два маскирана инвертована мушкарца који су изашли из „окретнице”, али они успевају да их савладају. После тога, Прија објашњава да је окретница машина која може да инвертује ентропију предмета и људи, а маскирани мушкарци били су једна иста особа која је у супротним смеровима путовала кроз време.
На Амалфијској ривијери, у Италији, Кет упознаје протагонисту са Сатором и сазнаје да је слика нетакнута. Сатор планира да убије протагонисту, али протагониста спасава Саторов живот након што Кет покуша да га удави. Сатор и протагониста склапају партнерство да би пронашли кофер који наводно садржи плутонијум-241. У Талину, протагониста и Нил заседају конвој и краду кофер, који заправо садржи артефакт изгубљен у Кијеву. Из заседе их напада инвертовани Сатор, који држи Кет као таоца. Протагониста даје Сатору празан кофер и Сатор се повлачи. Протагониста спасава Кет, али убрзо бива заробљен и одведен у складиште са окретницом.
У складишту, инвертовани Сатор погађа Кат инвертованим метком, док неинвертовани Сатор захтева локацију артефакта. Стижу оперативци Тенета предвођени Ајвсом и спасавају протагонисту, а Сатор бежи у окретницу. Група води Кет кроз окретницу, инвертујући себе и Кетину рану од метка. Сада инвертован, протагониста путује уназад до места заседе, где покушава да пронађе артефакт, али га пресреће Сатор. Протагонистин аутомобил се преврће и почиње да гори, али Нил га спасава и открива да је члан Тенета.
Протагониста, Нил и Кет путују у прошлост до аеродромског складишта у Ослу. Протагониста се бори са својом прошлом верзијом, улази у окретницу и враћа се, а следе га Нил и Кет. Касније Прија објашњава да Сатор сакупља артефакте да би саставио „алгоритам” способан да катастрофално инвертује ентропију Земље.
Кет открива Нилу и Протагонисти да Сатор умире од рака гуштераче. Сазнају и да Сатор поседује мртвачки прекидач за покретање алгоритма. Кет верује да ће Сатор отпутовати уназад кроз време да изврши самоубиство током њиховог одмора у Вијетнаму, тако да ће и свет умрети са њим у последњем тренутку када је био срећан. Протагониста, Нил, Кет и Тенетови оперативци путују уназад кроз време до тог дана, где се Кет прерушава у своју прошлу верзију, да одржи Сатора у животу довољно дуго времена да Тенетовци осигура алгоритам. Тенетовци одлазе у Саторов родни град у северном Сибиру, где се алгоритам строго чува. Тамо изводе „временска клешта”, током којих неинвертован црвени тим и инвертован плави тим истовремено извршавају напад. У критичном тренутку, инвертовани плави војник са црвеним привеском жртвује се да спасе протагонисту и Ајвса. У исто време у Вијетнаму, Кет убија Сатора непосредно пре него што протагониста обезбеди алгоритам.
Протагониста, Нил и Ајвс растављају алгоритам и разилазе се. Протагониста примећује да Нил носи црвени привезак. Нил открива да га је у будућности регрутовао протагониста и да је из његове перспективе мисија крај њиховог дугог пријатељства. Прија покушава да ликвидира Кет, али је протагониста убија, схвативши да иза Тенета стоји управо он.

## Улоге
| Глумац               | Улога               |
| -------------------- | ------------------- |
| Џон Дејвид Вошингтон | протагониста        |
| Роберт Патинсон      | Нил                 |
| Елизабет Дебики      | Кетрин „Кет” Бартон |
| Димпл Кападија       | Прија Синг          |
| Мартин Донован       | Феј                 |
| Фиона Дуриф          | Вилер               |
| Јуриј Колоколников   | Волков              |
| Химеш Пател          | Махир               |
| Клеманс Поези        | Барбара             |
| Арон Тејлор Џонсон   | Ајвс                |
| Мајкл Кејн           | сер Мајкл Кросби    |
| Кенет Брана          | Андреј Сатор        |
| Дензил Смит          | Санџеј Синг         |
| Ендру Хауард         | возач из Кијева     |

## Продукција

### Кастинг
Џон Дејвид Вошингтон, Роберт Патинсон и Елизабет Дебики су добили улоге у марту 2019. године. Патинсон је изјавио да је садржај сценарија морао да остане тајанствен, тако да је могао да га прочита само једном, у закључаној соби. Када је снимање започело, улоге у филму су добили и Димпл Кападија, Арон Џонсон, Клеманс Поези, Мајкл Кејн и Кенет Брана. Химеш Пател се придружио глумачкој постави у августу, а Дензил Смит месец дана касније. Када је први филмски трејлер објављен, откривено је да ће се у филму појавити и Мартин Донован. Фиона Дуриф и Јуриј Колоколников су се касније придружили.

### Снимање
Снимање је почело у мају 2019. године и снимало се у седам држава: Данској, Естонији, Индији, Италији, Норвешкој, Уједињеном Краљевству и Сједињеним Државама. Снимање у Естонији одиграло се у јуну и јулу, када су Линахал, ауто-пут Парну и оближње улице морале да буду затворене, како би олакшале снимање. Градоначелник Талина, Михаил Килварт, изразио је забринутост због потенцијалног ометања саобраћаја, зато што је према оригиналном распореду снимања захтевано да пут Лагна буде затворен месец дана. Продукција је на крају остварила компромис и путеви су само привремено затварани и саобраћај би био преусмерен. Крајем августа снимало се у Равелу у Италији и у Хампстеду у Енглеској, а почетком септембра снимало се у Ослу у Норвешкој и Нистед фарми ветрова у Данској. Петодневно снимање одржало се касније тог месеца у Мумбају, који је Нолан посетио у фебруару и априлу, како би пронашао локације за снимање. Четрдесет чамаца било је смештено поред Капије Индије, где је филмска екипа такође спасила човека који је покушао да изврши самоубиство. 
Сниматељ Хојте ван Хојтема, користио је комбинацију филма од 70 mm и ИМАКС система.

### Пост-продукција
Лудвиг Јорансон је компоновао музику за филм, због тога што је Ноланов дугогодишњи сарадник Ханс Цимер био посвећен компоновању музике за филм Дина. Џенифер Лејм била је задужена за монтажу филма, замењујући Нолановог дугогодишњег монтажера, Лија Смита.

## Премијера
Компанија Ворнер брос је првобитно заказала излазак филма Тенет за 17. јул 2020. године у свим ИМАКС биоскопима и биоскопима од 35 mm и 70 mm. Било је планирано да ово буде пети Ноланов филм који је реализован трећег викенда у јулу, који новине Deadline Hollywood називају „срећним даном за Нолана,” због тога што су његова четири претходна филма који су тада изашли, били комерцијално успешни. У августу 2019. године, Ворнер брос је почео да пушта кратки исечак филма, пред приказивања филма Паклене улице: Хобс и Шо. У Индији, исечак се пуштао пред приказивања филма Џокер у октобру исте године. Први филмски трејлер, објављен је путем интернета у децембру, када је пролог филма почео да се емитује у појединим ИМАКС биоскопима, пред приказивања филма Ратови звезда: Успон Скајвокера. 
Због пандемије вируса корона, излазак филма је првобитно померен на 31. јул, а након тога на 12. август. Руководиоци су израчунали да свако одлагање кошта Ворнер брос између 200.000 и 400.000 америчких долара маркетиншких трошкова. Након кратког задржавања на неодређено време, Ворнер брос је договорио да филм буде објављен 26. августа у међународним медијима у седамдесет земаља, укључујући Канаду, Француску, Немачку, Италију, Јапан, Русију и Уједињено Краљевство. Претпремијерна приказивања започела су у Аустралији и Јужној Кореји 22. и 23. августа. Приказивања у одабраним градовима у Сједињеним Државама почела су 3. септембра, постепено се ширећи у наредним недељама. Дана 4. септембра, филм је изашао у Кини. Недостатак доступних филмова омогућио је Тенету приказивања на више екрана по мултиплексу него што би то иначе било могуће.